# Nancy Horner
Nancy Horner (* um 1925; † 1984, geborene Nancy Smith) war eine schottische Badmintonspielerin. 

## Karriere
Mrs. A. M. Horner war eine der erfolgreichsten schottischen Badmintonspielerinnen der ersten Hälfte der 1950er Jahre. In dieser Zeit gewann sie jeweils dreimal die Irish Open und die Scottish Open. Bei den nationalen Titelkämpfen siegte sie siebenmal. 

## Sportliche Erfolge
| Saison | Veranstaltung                     | Disziplin   | Platz | Name                              |
| ------ | --------------------------------- | ----------- | ----- | --------------------------------- |
| 1950   | Berkshire Championships           | Mixed       | 1     | Ralph Nichols / Nancy Horner      |
| 1950   | Irish Open                        | Mixed       | 1     | James C. Mackay / A. M. Horner    |
| 1950   | Irish Open                        | Dameneinzel | 1     | A. M. Horner                      |
| 1950   | Schottland: Einzelmeisterschaften | Dameneinzel | 1     | A. M. Horner                      |
| 1951   | Schottland: Einzelmeisterschaften | Damendoppel | 1     | A. M. Horner / J. McGregor        |
| 1951   | Middlesex Championships           | Dameneinzel | 1     | A. M. Horner                      |
| 1951   | Schottland: Einzelmeisterschaften | Dameneinzel | 1     | A. M. Horner                      |
| 1951   | Schottland: Einzelmeisterschaften | Mixed       | 1     | James C. Mackay / A. M. Horner    |
| 1953   | Scottish Open                     | Damendoppel | 1     | Queenie Webber / A. M. Horner     |
| 1953   | Scottish Open                     | Dameneinzel | 1     | A. M. Horner                      |
| 1953   | Schottland: Einzelmeisterschaften | Dameneinzel | 1     | A. M. Horner                      |
| 1953   | Schottland: Einzelmeisterschaften | Damendoppel | 1     | A. M. Horner / J. A. S. Armstrong |
| 1953   | Scottish Open                     | Mixed       | 1     | David Choong / A. M. Horner       |
| 1954   | Irish Open                        | Mixed       | 1     | Wilfred Robinson / A. M. Horner   |
| 1954   | Schottland: Einzelmeisterschaften | Dameneinzel | 1     | A. M. Horner                      |